# PRO-DOMA
PRO-DOMA, SE je česká rodinná obchodní firma provozující maloobchodní síť stavebnin a velkoobchodní prodej zboží stavebním firmám. Maloobchod tvoří prodej stavebního, střechařského a hutního sortimentu. Firma poskytuje i návazné služby, jako jsou doprava, míchání omítek a barev, klempířské samoobslužné dílny, stavební půjčovny a armovna.

## Historie
Firmu PRO-DOMA založil Josef Mařinec v létě roku 1990. Ještě v roce 1995 měla PRO-DOMA pouhé 4 pobočky. Počátkem 3. tisíciletí začala firma růst: v roce 2003 společnost tvořilo 14 prodejen, o 7 let později jich už bylo 40. S rostoucí expanzí souviselo i rozšíření sortimentu: od roku 2015 PRO-DOMA prodává střešní materiály, od roku 2018 hutní materiály, od roku 2019 provozuje síť stavebních půjčoven a od roku 2020 vlastní armovnu. V roce 2017 firma založila vlastní značku stavebních výrobků PRO-DOMA. Počátkem roku 2021 spustila PRO-DOMA e-shop. V únoru 2021 tvořilo společnost PRO-DOMA více než 100 vlastních a přes 50 partnerských prodejen. Od dubna 2021 PRO-DOMA spolupracuje s Alza.cz na partnerské síti výdejních míst AlzaPoints, díky nimž si zákazníci Alza.cz mohou osobně vyzvedávat na pobočkách PRO-DOMA nadrozměrné zboží.